# Venetischer Nationalismus

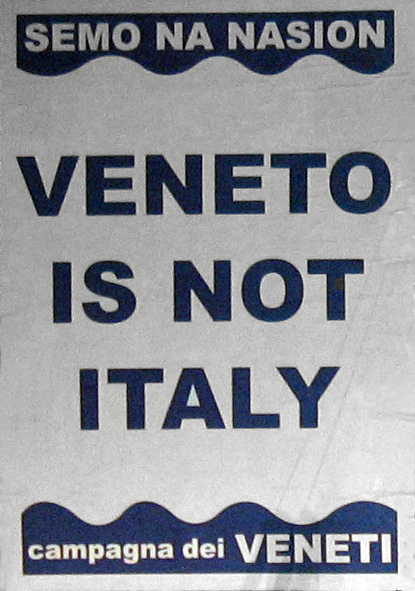
Veneto is not Italy (Venetien ist nicht Italien) – Plakat aus dem Kommunalwahlkampf 2009

Venetischer Nationalismus (italienisch venetismo) ist eine politische Ideologie und eine regionalistische politische Bewegung, die eine größere Autonomie oder sogar die Unabhängigkeit der italienischen Region Venetien fordert und sich für die Wiederentdeckung des kulturellen Erbes und der Sprache der Republik Venedig einsetzt.
Vertreter des harten Kerns der venetischen Bewegung sehen Venetien als eine von Italien verschiedene Nation an und stellen die Gültigkeit des Referendums infrage, durch das Venetien 1866 Teil des italienischen Nationalstaates wurde. Einige, wie die Venetische Nationalpartei/Veneto Stato setzen sich für ein neues Referendum über die Unabhängigkeit Venetiens ein, einem Land, das alle Territorien der historischen Republik Venedig (Serenissima Repubblica) umfassen würde, also das heutige Veneto, Friaul-Julisch Venetien, einige Gebiete der Lombardei (Brescia, Bergamo, Crema und einen Teil der Provinz Mantua) und einen Teil des Trentino.
Im Januar 2012 führte die Gruppierung Veneto Stato eine Umfrage durch, der zufolge über 53 % der Bewohner der Region Venetien bei einem fiktiven Referendum für die Unabhängigkeit ihrer Region stimmen würden.
Seit 1979 sind zahllose Organisationen entstanden, die die gesamte Bandbreite des politischen Spektrums abdecken (noch aktive Gruppierungen sind fettgedruckt):
- Liga Veneta (LV – gegründet 1979, seit 1991 Teil der Lega Nord)
- Liga Federativa Veneta (LFV – gegründet 1983, seit 1987 Teil der MVRA)
- Liga Veneta Serenissima (LVS – gegründet 1984, seit 1987 Teil der UPV)
- Veneto Serenissimo Governo (VSG – gegründet 1987, immer noch aktiv)
- Movimento Veneto Regione Autonoma (MVRA – gegründet 1987, seit 2000 Teil von LVR/VdE)
- Unione del Popolo Veneto (UPV – gegründet 1987, seit 1995 Teil von LV)
- Lega Autonomia Veneta (LAV – gegründet 1991, seit 1997 Teil von MNE)
- Liga Nathion Veneta (LNV – gegründet 1994, bald danach aufgelöst)
- Unione Nord-Est (UNE – gegründet 1996, 1999 kurzzeitig Teil von LVR/VdE)
- Movimento Nord-Est (MNE – gegründet 1997, seit 1999 Teil von I Democratici)
- Liga Veneta Repubblica/Veneti d'Europa (LVR/VdE – gegründet 1998, seit 2002 Teil von LFV)
- Veneto Padania Repubblica Federale (VRFP – gegründet 1999, bald danach aufgelöst)
- Liga dei Veneti (LdV – gegründet 1999, seit 2004 Teil des PNE)
- Autogoverno del Popolo Veneto – Stato delle Venetie (APV – gegründet 1999, immer noch aktiv)
- Veneto Futura (VF – gegründet 1999 als Teil des ApE, seit 2000 Teil von LVR/VdE)
- Fronte Marco Polo (FMP – gegründet 1999, seit 2002 Teil des LFV)
- Liga Fronte Veneto/Liga Veneta Repubblica (LFV/LVR – gegründet 2002, Fusion von LVR/VdE und FMP)
- Partito Autonomista Bellunese (PAB – gegründet 2003, trat 2009 der PdV bei)
- Veneto Libero (VL – gegründet 2004, trat 2009 der PdV bei)
- Progetto Nord-Est (PNE – gegründet 2004)
- Terra Veneta (TV – gegründet 2006)
- Movimento Veneti (MV – gegründet 2006, trat 2009 der PdV bei)
- Stato Veneto (SV – gegründet 2007, trat 2009 der PdV bei)
- Intesa Veneta (IV – gegründet 2007)
- Partito Nazionale Veneta (PNV – gegründet 2007, seit 2010 Teil von VS)
- Movimento Popolare Veneto (MPV – gegründet 2008)
- Unitá Popołare Veneta (UPV – gegründet 2008, seit 2009 Teil der PdV)
- Forum dei Veneti (FdV – gegründet 2008)
- Lega Lombardo Veneta (LLV – gegründet 2008)
- Indipendenza Veneta (IV – gegründet 2009, seit 2010 Teil der PdV)
- Venetie per l'Autogoverno (VpA – gegründet 2009)
- Veneto Libertà/Partito dei Veneti (gegründet 2009, trat 2010 der VS bei)
- Liga Veneto Autonomo (LVA – gegründet 2010)
- Veneto Stato (VS – gegründet 2010)
- Lega Democratica Comunitaria (LDC – gegründet 2011)